# 2021年新喀里多尼亞獨立公投
2021年新喀里多尼亚独立公投（法語：Référendum de 2021 sur l'indépendance de la Nouvelle-Calédonie）是新喀里多尼亚于2021年12月12日举行的一次独立公投。这次公投是继2018年新喀里多尼亚独立公投與之后2020年新喀里多尼亚独立公投，根据1998年法国中央政府和新喀里多尼亚代表签订的《努美阿协议》而举行的第三次独立公投。
在獨立派下，参与这次独立公投的选民中，96.49%支持保持与法国的关系，3.51%支持独立。